# La Chute du Président
Série La Chute de...
La Chute de Londres
(2016)
Pour plus de détails, voir Fiche technique et Distribution.
La Chute du Président ou L'Ultime Assaut au Québec (Angel Has Fallen) est un film américano-britanno-bulgare réalisé par Ric Roman Waugh, sorti en 2019.
Après La Chute de la Maison-Blanche (2013) et La Chute de Londres (2016), il s'agit du troisième opus d'une série de films mettant en scène le personnage de Mike Banning, incarné par Gerard Butler.

## Synopsis
L'agent du Secret Service Mike Banning combat violemment des soldats d'élite dans un centre d'entraînement opéré par la société paramilitaire Salient Global, qui appartient à son ex-collègue des forces spéciales et ami Wade Jennings. Par ailleurs, Banning cache à son entourage qu'il souffre de migraines, d'insomnie et de maux de dos et consulte plusieurs médecins pour les traiter. Plus tard, il accompagne le Président des États-Unis, Alan Trumbull, à une partie de pêche sur une rivière. Sur le bateau de pêche, lorsque ses douleurs l'empêchent de poursuivre son travail, il demande à être remplacé par un collègue. Près de la rive, Banning aperçoit un essaim se diriger vers le site et comprend qu'il s'agit de drones. Malgré l'importance du dispositif de sécurité, les hommes sur place sont tués, sauf Banning et Trumbull, ce dernier devant la vie au premier.
Banning se réveille à l'hôpital, où il apprend que le Président est inconscient et lui, menotté, son ADN ayant été retrouvé sur le dispositif de lancement. Accusé d'avoir attenté à la vie du Président par l'agent du FBI Helen Thompson, il est amené par convoi sécurisé vers un centre de détention haute sécurité. En cours de route, Banning est enlevé, mais parvient à tuer ses ravisseurs. Il découvre qu'il les avait rencontrés au centre d'entraînement de Salient Global et comprend que Jennings l'a piégé. Dès que son évasion est connue des autorités, toutes les forces policières du pays sont lancées à ses trousses, faisant de lui le fugitif le plus recherché des États-Unis. Banning appelle sa femme Leah et lui dit qu'il est vivant. Cet appel permet à Thompson de retracer le fugitif, ce qui mène à une course poursuite. Ayant échappé aux policiers à ses trousses, il se rend chez son père, Clay, un ancien rat des tunnels qui vit en reclus dans un bois. Entre-temps, le vice-président Martin Kirby est assermenté comme Président par intérim, étant donné que Trumbull est inconscient. Ayant reçu des preuves impliquant des hackers russes, Kirby accuse la Russie d'avoir comploté l'assassinat de Trumbull et annonce des représailles massives.
Avec Clay, Mike parle du passé avec amertume. Dans la nuit, son père le réveille et lui explique que des hommes se dirigent vers la cabane. Les deux s'enfuient dans un tunnel, puis Clay fait sauter des explosifs autour de la cabane, tuant tous les agresseurs potentiels. Le lendemain matin, après avoir rassemblé les corps contre un mur de la cabane, Mike quitte les lieux avec son père, s'arrangeant pour se faire prendre en photo par un radar routier avec les coordonnées de la cabane. Il révèle ensuite à Clay qu'il a une femme et une fille, ce qui trouble son père. Pendant que Banning se dirige vers l'hôpital où se trouve le Président, sa femme et sa fille font l'objet d'une tentative d'enlèvement mais Clay tue les ravisseurs et se présente à sa belle-fille. De son côté, le Président par intérim Kirby se révèle être le véritable cerveau derrière la tentative d'assassinat de Trumbull, le considérant comme un faible et voulant redéclencher le conflit contre la Russie.
Thompson, informée par Banning, découvre les cadavres avec un message accusant Salient, sur qui elle avait enquêté auparavant en Irak, et envisage l'idée que Banning a été piégé. Avec son partenaire, l'agent Ramirez, elle rencontre Jennings, mais il les tue tous les deux, et décide de finir sa tâche en éliminant le Président. Trumbull redevient conscient et apprend que Kirby veut entrer en guerre avec la Russie pour riposter, ce que Trumbull refuse.
Banning arrive à l'hôpital et se livre aux agents du Secret Service. Amené auprès de Trumbull, ce dernier ordonne sa libération, démontrant toute sa confiance. Lorsqu'une alerte au gaz est déclenchée, Banning conclut que Jennings veut faire exploser l'hôpital. Le Président et son escorte armée quittent rapidement les lieux, mais sont bloqués par Jennings et ses commandos. Après plusieurs combats, Banning détruit l'hélicoptère de Jennings, puis les deux s'engagent dans un duel à mort qui se conclut par Banning poignardant son ancien camarade, le tuant.
Plus tard, Banning est officiellement disculpé tandis que le vice-président Kirby est arrêté pour trahison grâce aux preuves découvertes par Thompson. Clay décide de vivre avec son fils et sa famille. Se sentant coupable de son incapacité à protéger Trumbull ainsi que d'avoir caché ses maladies, Banning offre sa démission, que le Président refuse, lui pardonnant ses erreurs et offrant à Banning une promotion au poste de directeur du Secret Service.
Dans une scène supplémentaire au cours du générique de fin, Mike Banning et son père Clay suivent une séance de thérapie mentale dans un centre spécialisé ; on les fait allonger dans une piscine simulant l'impesanteur, mais ils paniquent lorsque la lumière s'éteint subitement.

## Fiche technique
- Titre original : Angel Has Fallen
- Titre français : La Chute du Président
- Titre québécois : L'Ultime Assaut
- Réalisation : Ric Roman Waugh
- Scénario : Ric Roman Waugh, Robert Mark Kamen et Matt Cook,
  - d'après une histoire et les personnages créés par Katrin Benedikt et Creighton Rothenberger
- Musique : David Buckley
- Direction artistique : Louise Vogel, Tim Blake et Ivan Ranghelov
- Décors : Russell De Rozario
- Costumes : Stephanie Collie
- Photographie : Jules O'Loughlin et Kirk Michael Fellows
- Son : Richard Pryke, Adam Scrivener, Dominic Gibbs, Gareth John
- Montage : Gabriel Fleming
- Production : Gerard Butler, Yariv Lerner, Matthew O'Toole, Alan Siegel, John Thompson et Les Weldon

Production exécutive : Mark Birmingham, Veselin Karadjov
Production déléguée : Avi Lerner, Stephen Shiu, David Bernardi, Boaz Davidson, Andrey Georgiev, Mark Gill, Jeffrey Greenstein,
Production déléguée : Christa Campbell, Heidi Jo Markel, Lati Grobman, Jonathan Yunger et Trevor Short
Production associée : Ben Burt et Daniel Kaslow
Coproduction : Gisella Marengo, Danielle Robinson, Conor Charles et John Yarincik
Coproduction déléguée : Cem Gürsel, Lonnie Ramati et Sebastian Serrell-Watts
- Sociétés de production[2] :
  - États-Unis : G-BASE, Campbell Grobman Films, Eclectic Pictures, avec la participation de Millennium Media
  - Royaume-Uni : Cinesite
  - Bulgarie : Nu Boyana Film Studios
  - Canada : avec la participation du Crédit d'impôt pour la production cinématographique ou magnétoscopique canadienne
  - Portugal : avec la participation de Visit Portugal et Picture Portugal
- Sociétés de distribution :
  - États-Unis : Lionsgate
  - Royaume-Uni : Lionsgate UK
  - Bulgarie : Lenta
  - France : SND Films, SND Groupe M6
  - Canada : VVS Films
  - Belgique : Kinepolis Film Distribution
  - Suisse : Impuls Pictures
- Budget : 40 millions de $[3]
- Pays de production :  États-Unis,  Royaume-Uni,  Bulgarie
- Langue originale : anglais
- Format[4] : couleur - D-Cinema - 2,35:1 / 2,39:1 (Cinémascope) - son Dolby Surround 7.1 | Dolby Atmos
- Genre : action, thriller
- Durée : 121 minutes
- Dates de sortie[5] :
  - Royaume-Uni : 21 août 2019
  - États-Unis, Québec[1] : 23 août 2019
  - France, Suisse romande[6] : 28 août 2019
  - Bulgarie : 30 août 2019
- Classification[7] :
  -  États-Unis : Interdit aux moins de 17 ans (certificat #52112) (R – Restricted) [Note 1].
  -  Royaume-Uni : Interdit aux moins de 15 ans (15 - Suitable only for 15 years and over)[8].
  -  Bulgarie : Interdit aux personnes de moins de 16 ans (Classification D)[9].
  -  France : Interdit aux moins de 12 ans (visa d'exploitation no 151226 délivré le 26 août 2019)[10],[11],[Note 2].
  -  Belgique : Adapté à tous les publics (KT/EA : Kinderen Toegelaten/ Enfants Admis)[12].
  -  Québec : 13 ans et plus (13+ / 13 years and over)[1].
  -  Suisse romande : Interdit aux moins de 14 ans[13].

## Distribution
- Gerard Butler (VF : Boris Rehlinger ; VQ : Louis-Philippe Dandenault) : agent Mike Banning du Secret Service
- Morgan Freeman (VF : Benoît Allemane ; VQ : Guy Nadon) : Allan Trumbull, président des États-Unis
- Danny Huston (VF : Gabriel Le Doze ; VQ : Jacques Lavallée) : Wade Jennings, PDG de Salient Global
- Nick Nolte (VF : Achille Orsoni ; VQ : Jean-Marie Moncelet) : Clay Banning, père de Mike
- Jada Pinkett Smith (VF : Annie Milon ; VQ : Marie-Evelyne Lessard) : agent Helen Thompson du FBI
- Lance Reddick (VF : Thierry Desroses ; VQ : Fayolle Jean Jr.) : David Gentry, directeur du Secret Service
- Tim Blake Nelson (VF : Yann Guillemot ; VQ : Benoît Gouin) : Martin Kirby, vice-président des États-Unis
- Piper Perabo (VF : Marie Giraudon ; VQ : Geneviève Désilets) : Leah Banning, femme de Mike
- Frederick Schmidt : Travis Cole, bras droit de Wade
- Michael Landes (VF : (VF : Alexandre Gillet) : Sam Wilcox, chef de cabinet de la Maison-Blanche
- Joseph Millson (en) (VF : Damien Ferrette) : agent Ramirez, du FBI
- Ori Pfeffer (VF : Christophe Desmottes) : agent Murphy du Secret Service

 Source et légende : version française (VF) sur RS Doublage; version québécoise (VQ) sur Doublage.qc.ca

## Production
En octobre 2016, il est annoncé qu'un troisième film dans lequel Gerard Butler reprend son rôle de Mike Banning, sur lequel l'acteur est également producteur. En juillet 2017, Ric Roman Waugh est confirmé comme réalisateur du film.
En janvier 2018, Holt McCallany est confirmé dans le rôle de Wade Jennings. Quelques jours plus tard, il est rejoint par Jada Pinkett Smith et Tim Blake Nelson,. En février 2018, c'est au tour de Piper Perabo de remplacer Radha Mitchell dans le rôle de Leah Banning.
En mars 2018, Lance Reddick est annoncé dans le rôle de Gentry, directeur des services secrets. Michael Landes obtient quant à lui le rôle du chef de cabinet de la Maison-Blanche, Sam Wilcox. Aaron Eckhart, qui a joué le président Benjamin Asher dans les deux premiers films, ne reviendra pas dans le rôle puisque le personnage de Freeman l'a remplacé dans le poste de président (le mandat présidentiel étant limité à deux mandats).
Le tournage débute en février 2018 à Virginia Water Lake, dans le Berkshire en Angleterre. Il a lieu également à Aldershot et à Sofia en Bulgarie.

## Accueil

### Accueil critique
Sur le site Rotten Tomatoes, le film détient une cote d'approbation de 39 % basé sur 172 commentaires, avec une note moyenne de 4,97⁄10. Le consensus critique du site Web est le suivant : "Taillé dans la même étoffe rugueuse que ses prédécesseurs, La Chute du Président complète d'une manière adéquatement médiocre une trilogie d'action globalement oubliable". Sur Metacritic, le film a un score moyen pondéré de 45 sur 100, basé sur 32 critiques, indiquant "des critiques mitigées ou moyennes". Les spectateurs interrogés par CinemaScore ont attribué au film une note moyenne de "A –" sur un A + à F. Sur le même score a été obtenu par ses prédécesseurs, tandis que ceux de PostTrak lui ont attribué une moyenne de 4,5 étoiles sur 5 et une recommandation «absolue» de 64 %.

### Box office
Pour un budget estimé à 40 000 000 $, le film en a rapporté près de 118 810 769 $ à la date du 23 septembre 2019 au niveau mondial. Bien que rapportant moins que les deux précédents opus à l'international, le film est clairement un succès financier pour les producteurs et le studio Lionsgate.
| Pays ou région | Box-office    | Date d'arrêt du box-office | Nombre de semaines |
| -------------- | ------------- | -------------------------- | ------------------ |
| États-Unis     | 69 030 436 $  | 22 septembre 2019          | 5 (en cours)       |
| Total mondial  | 133 365 452 $ | 22 septembre 2019          | 5 (en cours)       |

## Distinctions

### Nominations
- Taurus - Prix mondiaux des cascades 2020 : Meilleur gréement acrobatique.

## Éditions en vidéo
Le film sort en DVD, Blu-ray et VàD le 3 janvier 2020 édité par M6 Vidéo.